# Sammelfrucht
Sammelfrüchte sind durch eine Verwachsung von Einzelfrüchten (Teilfrüchten, Früchtchen, Karpidien), die allesamt aus den Fruchtblättern einer einzelnen Blüte entstammen, gekennzeichnet.
Sie gehen aus Blüten mit apokarpen (d. h. aus mehreren nicht miteinander verwachsenen Karpellen (Fruchtblätter) bestehenden) Gynoeceen hervor.
Es gibt folgende Arten von Sammelfrüchten:
1. Sammelachänenfrucht (Achenecetum):  z. B. Erdbeeren, Hagebutte, Lotosblumen (Nelumbo spp.) – Einzelfrucht ist eine Achäne. Wird auch etwas ungenau als Sammelnussfrucht bezeichnet.
2. Sammelsamarafrucht (Samaracetum): Tulpenbäume (Liriodendron spp.) – Einzelfrucht ist eine Flügelnuss (Samara)
3. Sammelsteinfrucht (Drupecetum): z. B. Brombeere, Himbeere – Einzelfrucht ist eine Steinfrucht
4. Sammelbeerenfrüchte (Baccacetum): z. B. Annona-Arten, Kermesbeere – Einzelfrucht ist eine Beere
5. Sammelbalgfrucht und Apfelfrucht (Follicetum): z. B. Apfel, Birne, Quitte, Weißdorn – Einzelfrucht ist eine Balgfrucht

Bei Früchten wie der Erdbeere, aber auch Apfel, Birne etc. besteht die weitere Besonderheit, dass das Fruchtfleisch selbst nicht aus dem Fruchtknoten, sondern weitgehend aus dem Blütenboden entstanden ist. Sie kann also auch als Scheinfrucht bezeichnet werden.
Früchte, die aus der Verwachsung von Einzelfrüchten mehrerer Blüten eines Blütenstandes entstehen, werden heute als Fruchtverband bezeichnet. Ein früher üblicher Begriff war der geschlossene Fruchtstand.

## Galerie

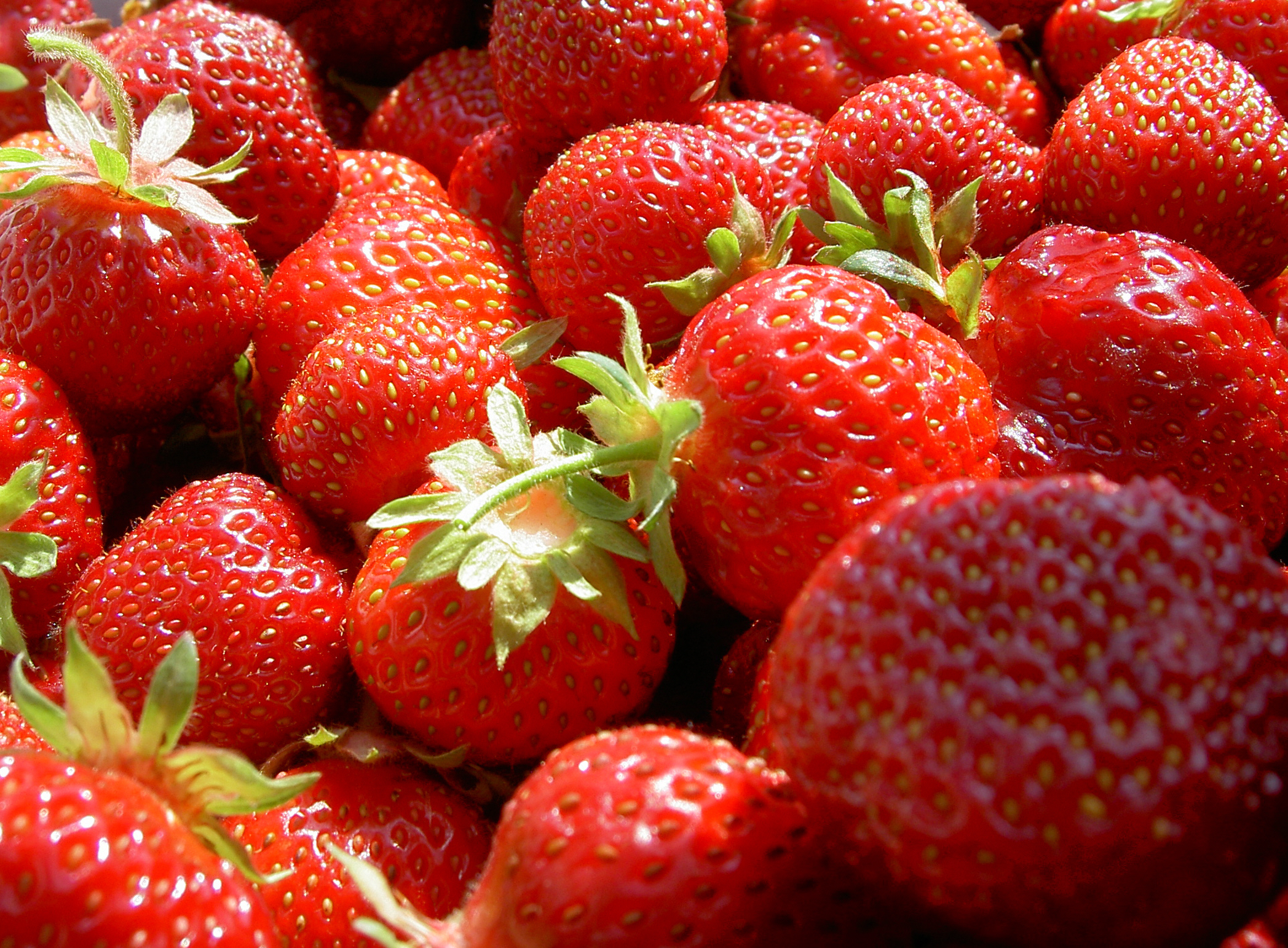
Erdbeeren in Sammelgefäß
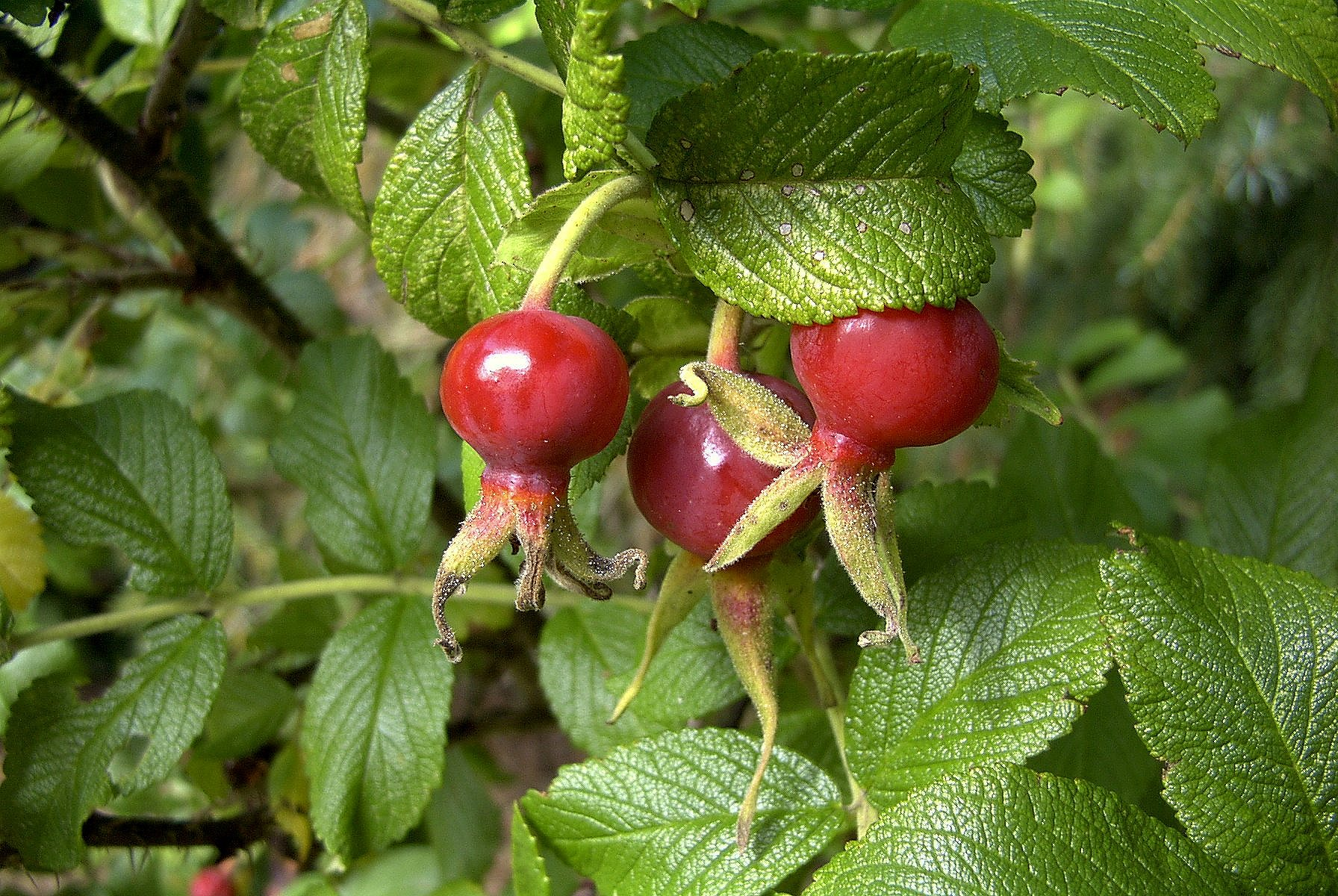
Hagebutten am Strauch
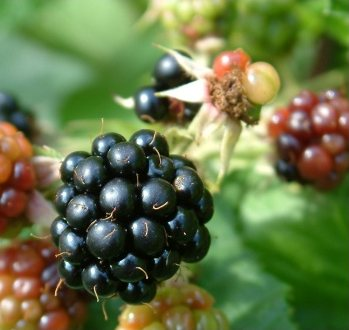
Brombeere
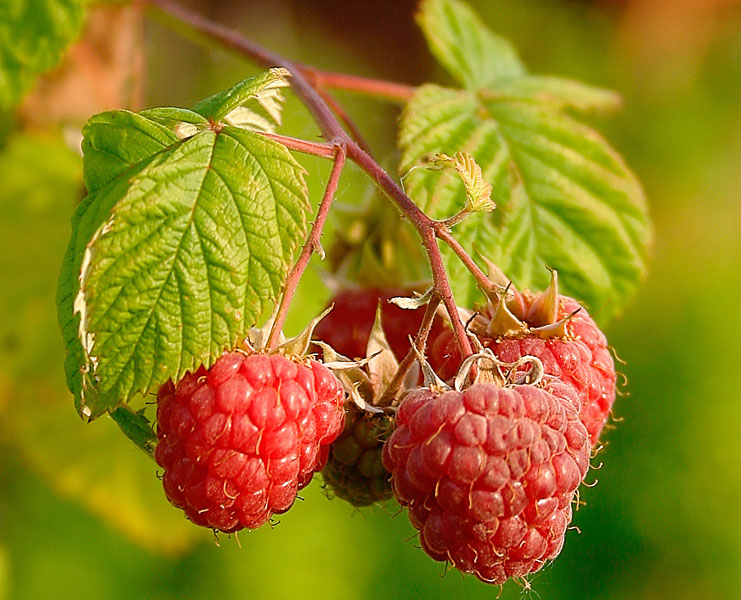
Himbeeren
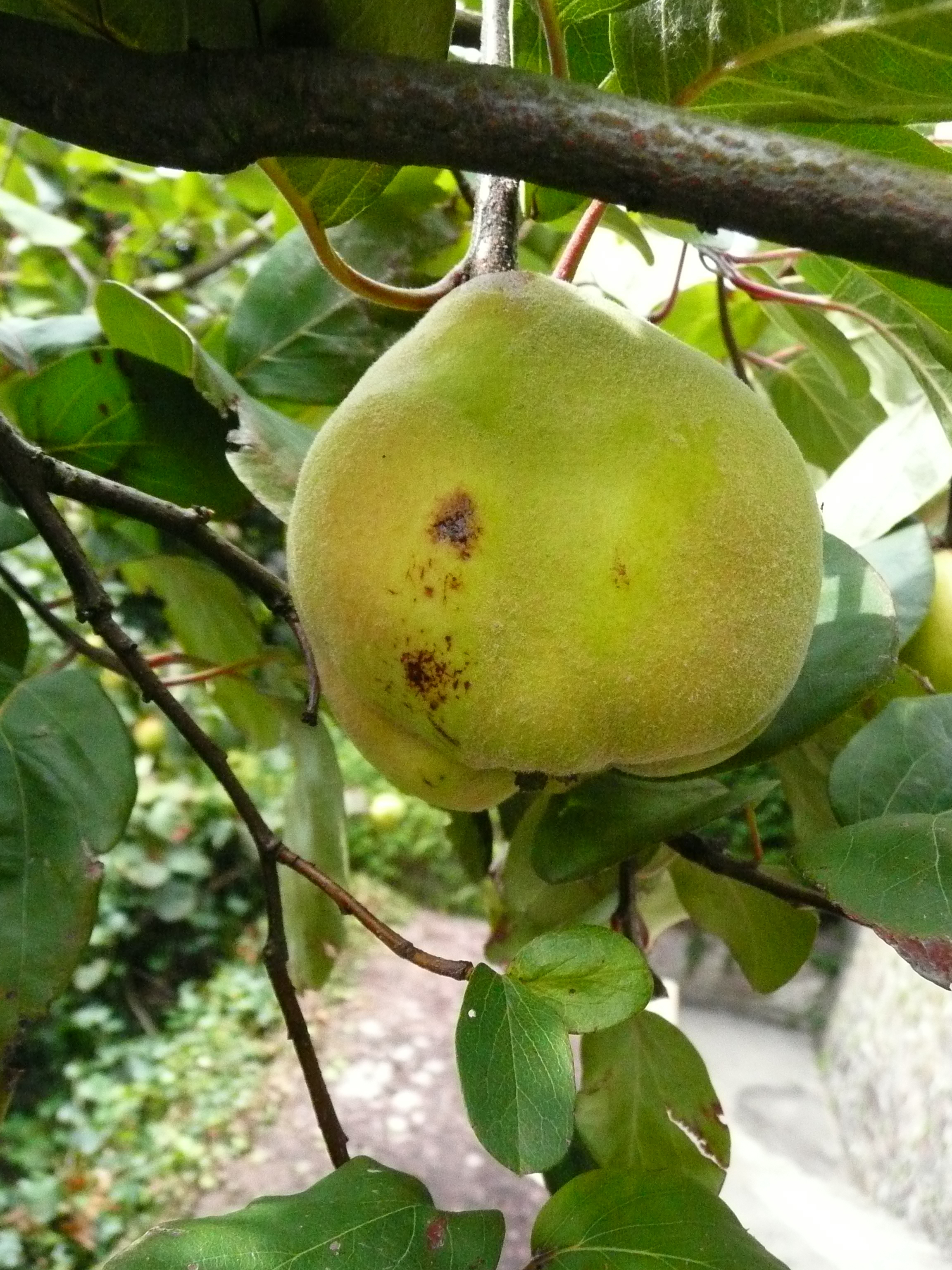
Quitte